# Claud Adjapong
Claud Adjapong (* 6. Mai 1998 in Modena) ist ein italienischer Fußballspieler.

## Karriere

### Im Verein
Adjapong entstammt der Jugend der US Sassuolo Calcio und wurde 2016 in den Profikader übernommen, nachdem er bereits in der Rückrunde der Saison 2015/16 regelmäßig im Kader stand und auch zwei Einsätze in der Serie A verbuchen konnte. In der Saison 2016/17 absolvierte Adjapong neun Ligapartien für Sassuolo und kam in drei Spielen der Europa-League-Spielzeit 2016/17 zum Einsatz. Sein erstes Tor für Sassuolo erzielte er in der Serie A am 22. Dezember 2016 bei der 3:4-Niederlage gegen Cagliari Calcio. In der Saison 2017/18 kam Adjapong zu 16 Spielen in der Liga.

### In der Nationalmannschaft
Adjapong läuft seit 2016 für verschiedene Juniorennationalmannschaften Italiens auf.